# Santiago López Saiz
Santiago López Saiz (f. 1903) fue un periodista y cronista español.

## Biografía
Fue fundador y director durante algunos años de El Progreso Conquense y también estuvo al frente del semanario Cuenca Festivo. Autor de obras como El consultor conquense (1894) y Los sucesos de Cuenca, ocurridos en julio de 1874 (1878), falleció el 28 de abril de 1903. Una calle de la capital de la provincia lo honra con su nombre.